# NS-2016
El NS-2016 (Neumático Santiago 2016) es el noveno modelo de tren del Metro de Santiago. Diseñado y fabricado en piezas separadas por Alstom en sus plantas ubicadas en Brasil, Francia y España para ser ensamblados en los talleres Neptuno del Metro de Santiago en Chile. Son 35 trenes de 7 coches cada uno, 245 unidades en total, siendo el séptimo modelo en utilizar rodadura neumática. Circulan por las líneas 2 y 5 del ferrocarril metropolitano. Su construcción fue realizada con el objetivo de reemplazar la flota de trenes NS-74 que circula en las líneas ya mencionadas.

## Historia

### Primer proyecto
Durante el año 2011, Metro de Santiago convocó una licitación para modernizar los trenes NS-74 que circulan en la red. Alstom España fue quien se adjudicó el contrato que pretendía reformar los trenes más antiguos.
Para esto se envió una unidad NS-74, el tren 3015, hasta la planta de Alstom en España. En él se realizarían las modificaciones del plan piloto antes de continuar con el resto del material rodante. Sin embargo, al momento de desarmar el tren, fueron encontradas altas cantidades de asbesto encapsulado en el interior de sus coches. Producto de esto, el proyecto fue cancelado por no cumplir con las leyes de salubridad internacionales. El tren finalmente quedó inutilizable siendo dado de baja.

### Segundo proyecto

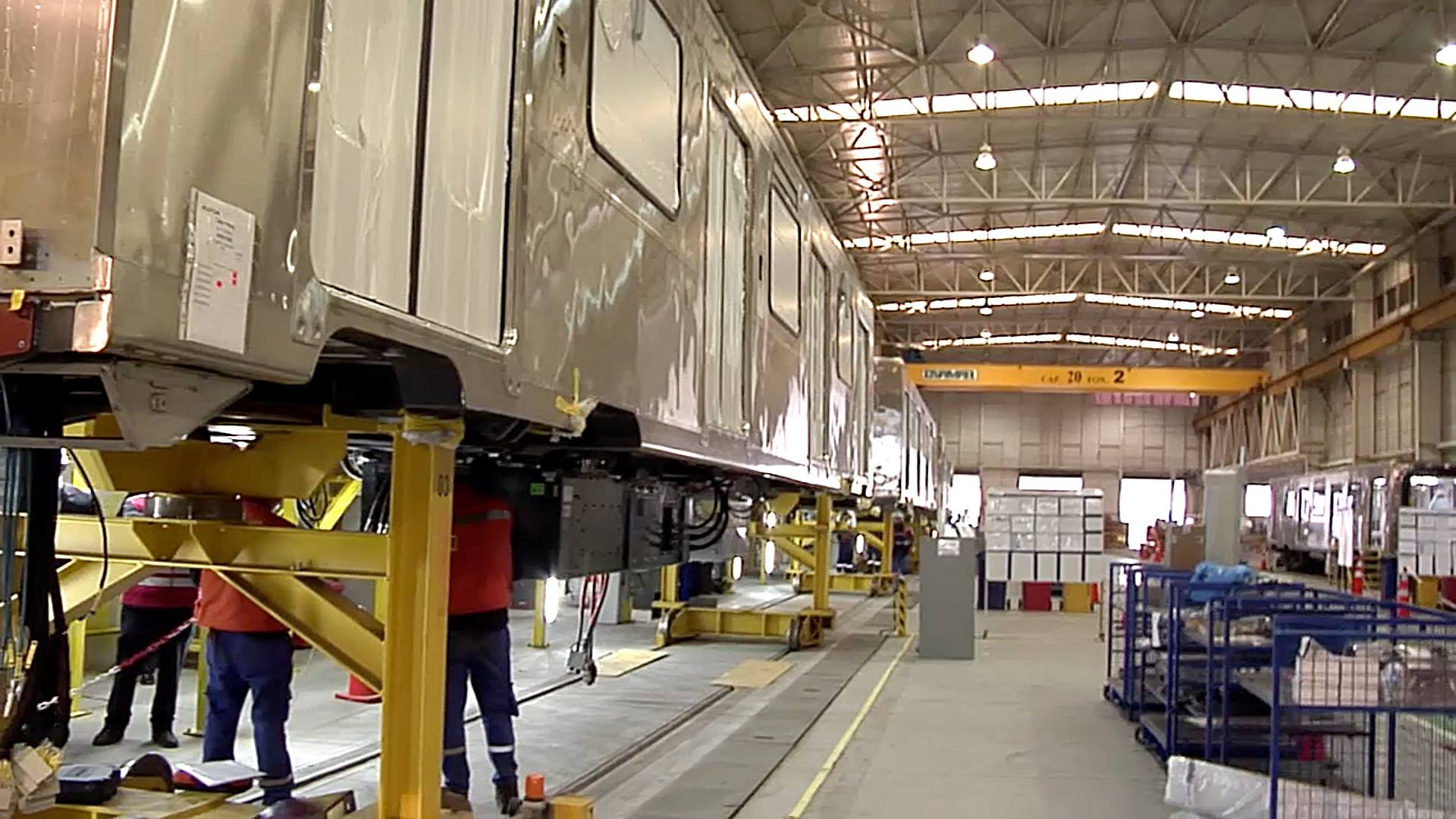
Armado de un tren NS-2016 en los talleres de Neptuno.

Producto del fracaso del primer proyecto, el mismo se reformuló durante el año 2016 adjudicando a Alstom la construcción de nuevo material rodante. Esto principalmente se debió a que el costo total del Contrato de reformación de los trenes antiguos ya había sido pagado a dicha empresa.
El proyecto esta vez contempló el reemplazo de los trenes NS-74, construyendo para ello un nuevo modelo de tren denominado NS-2016. 
El proyecto final fue realizado en los talleres Neptuno que Metro de Santiago utiliza para la reparación de su flota. En él se ensamblaron uno a uno los trenes nuevos, con las partes traídas desde Brasil y bajo asistencia de Alstom Chile.

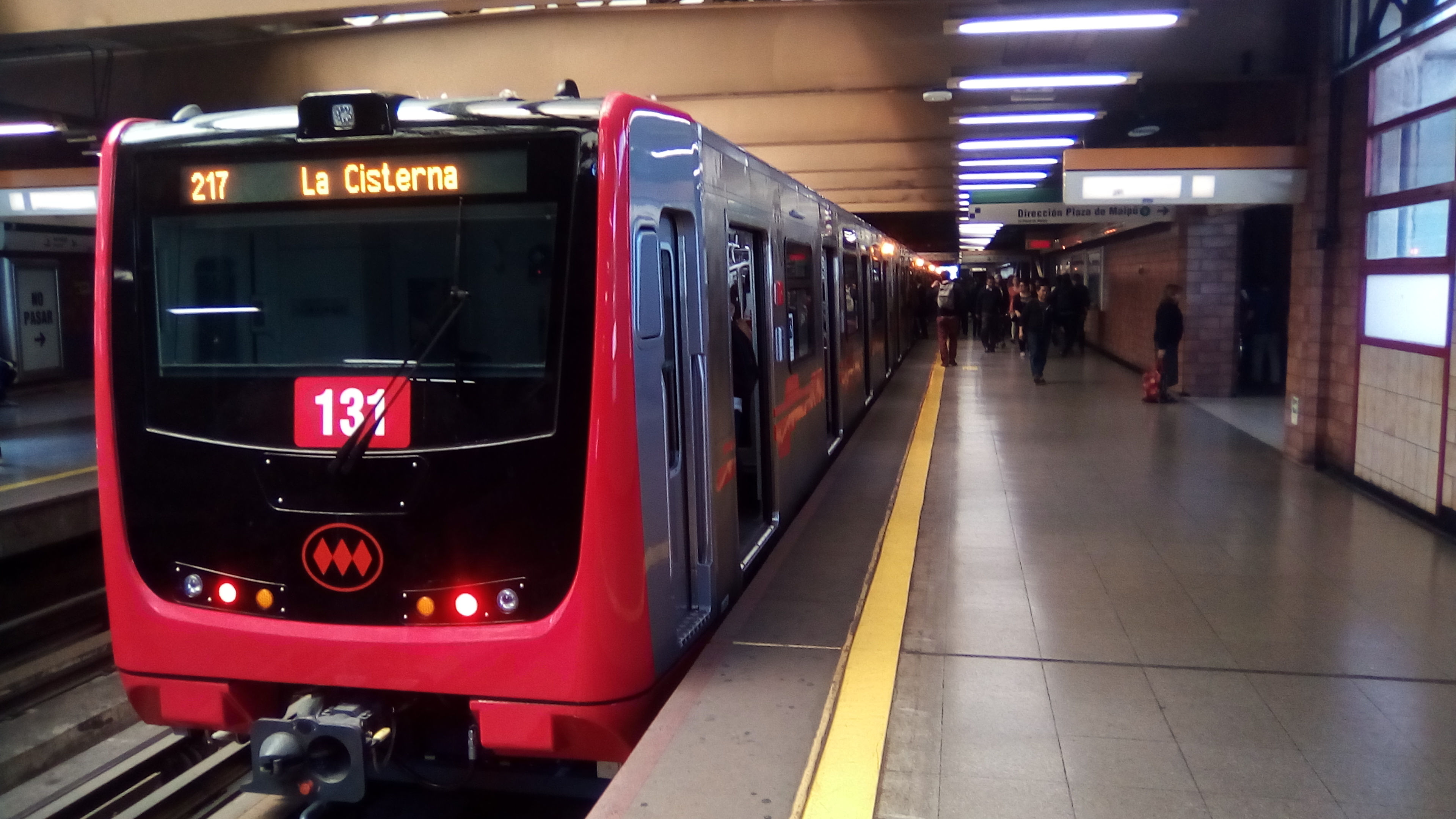
Tren en estación Santa Ana.

Se proyectaba que el primero de estos trenes estuviese en operación para el mes de septiembre del 2018, mientras la totalidad de los convoyes estarían para 2021. El 13 de septiembre de 2018 comenzó a circular la primera unidad de estos trenes en la Línea 2, mientras que en Línea 5 lo hicieron el 9 de noviembre de 2020.
El último de los trenes fue puesto en servicio el 10 de noviembre de 2021, completando de esta forma el armado de los 35 trenes, contando con 21 trenes en Línea 5 y 14 trenes en Línea 2.

## Datos técnicos

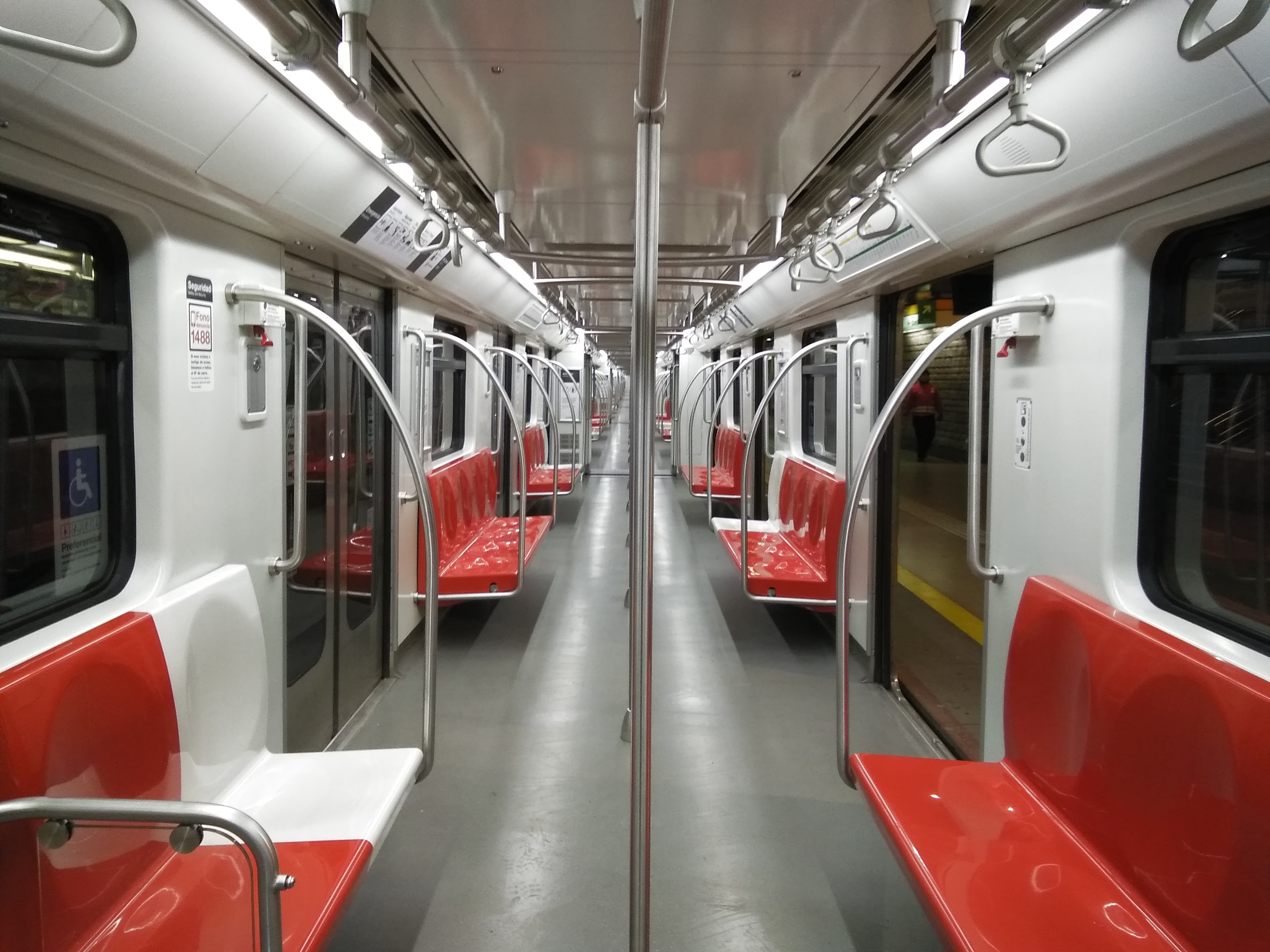
Interior de un tren NS-2016.

- Ancho de vía ruedas de seguridad: 1435 mm
- Tensión de alimentación: 750 VCC mediante barra guía.
- Sistema de ventilación: aire acondicionado.
- Fabricante: Alstom
- Procedencia: Chile
- Año de construcción: Desde 2017 (N2130) hasta 2021 (N2164)[4]
- Series Motrices: S0259 a S0328. Para este modelo de tren, los coches con cabina de conductor S son remolques.
- Interiores: Asientos sin acolchado color rojo y blanco (preferenciales). Acabados interiores en tonalidad blanco.
- Monocoup: Campana eléctrica.
- Formaciones posibles: 7 coches S+N+NP+R+N+N+S.

En donde:
- S: Coche remolque con cabina de conductor.
- N: Coche motor.
- NP: Coche motor con equipo de pilotaje automático.
- R: Coche remolque.